# توني كوري
توني كوري (بالإنجليزية: Tony Currie)‏ (1950 في المملكة المتحدة - ) هو لاعب كرة قدم بريطاني في مركز الوسط. شارك مع منتخب إنجلترا تحت 21 سنة لكرة القدم ومنتخب إنجلترا لكرة القدم. أما مع النوادي، فقد لعب مع ستوكبورت كونتي وشيفيلد يونايتد وكوينز بارك رينجرز وليدز يونايتد ونادي توركي يونايتد ونادي ساوثيند يونايتد ونادي واتفورد.

## مسيرته الكروية
لعب توني كوري خلال مسيرته الاحترافية مع 6 أندية في تسعة عشر موسمًا وسجل خلالها 76 هدفًا ضمن 517 مباراة. ولم يفز بأي موسم بالكأس أو بالدوري.
خاض توني كوري مسيرته مع نادي واتفورد في موسم 1967–68 لمدة موسم واحد، مشاركًا في 18 مباراة سجل خلالها 9 أهداف. ثم انتقل إلى نادي شيفيلد يونايتد في موسم 1968–69 ليلعب معه ثمانية مواسم، حيث شارك في 300 مباراة سجل خلالها 50 هدف. لينتقل بعدها إلى نادي ليدز يونايتد في موسم 1976–77 واستمر معه طيلة ثلاثة مواسم، مشاركًا في 102 مباراة سجل خلالها 11 هدفًا. ثم انتقل إلى نادي كوينز بارك رينجرز في موسم 1979–80 ليلعب معه أربعة مواسم، مشاركًا في 81 مباراة سجل خلالها 5 أهداف. هذا وانتقل لاحقًا إلى نادي توركي يونايتد في موسم 1983–84 ولمدة موسمين، مشاركًا في 16 مباراة سجل خلالها هدفًا واحدًا. ثم انتقل بعدها إلى نادي ستوكبورت كونتي في موسم 1984–85 لمدة موسم واحد، لم يشارك في أي مباراة ولم يسجل أي هدف.

## وصلات خارجية
- توني كوري على موقع قاعدة بيانات كرة القدم.إي يو (الإنجليزية)
- توني كوري على موقع ناشيونال فوتبول تيمز (الإنجليزية)
- توني كوري على موقع عالم كرة القدم.نت (الإنجليزية)